# Danmarks Rumcenter
Il Danmarks Rumcenter (in italiano: Centro spaziale nazionale danese) è l'agenzia spaziale danese.
È nata nel gennaio 2005 e si trova nei pressi di Copenaghen.
Per la fornitura di strumenti ad alta tecnologia per il Progetto Swarm dell'ESA, il Danmarks Rumcenter si è assicurato un appalto da svariati milioni di euro. La missione prevede il lancio di tre satelliti che per quattro anni orbiteranno attorno alla Terra a una distanza di 400–500 km, monitorandone il campo magnetico con straordinaria precisione. L'ente Danese si occuperà della gestione scientifica della missione e della produzione degli strumenti di rilevamento.
Il suo personale comprende 105 dipendenti di cui 69 ricercatori,
Il centro si occupa di ricerca in astrofisica, fisica del sole, geologia e tecnologia spaziale. Esso collabora con l'istituto Niels Bohr.